# Vanmanenia gymnetrus
Vanmanenia gymnetrus is een straalvinnige vissensoort uit de familie van steenkruipers (Balitoridae). De wetenschappelijke naam van de soort is voor het eerst geldig gepubliceerd in 1980 door Chen.